# Człopa
Człopa (en allemand : Schloppe) est une ville de la voïvodie de Poméranie occidentale, dans le nord-ouest de la Pologne. Elle est le siège de la gmina de Człopa, dans le powiat de Wałcz. Sa population s'élevait à 2 354 habitants en 2010. 

## Histoire
De 1815 à 1945, Schloppe fait partie de l'arrondissement de Deutsch Krone dans le district de Marienwerder au sein de la province de Prusse-Occidentale